# 의도적 공동체
의도적 공동체, 의도적 커뮤니티, 인텐셔널 커뮤니티(Intentional community)는 높은 수준의 사회적 결속력과 팀워크를 갖도록 설계된 자발적인 주거 커뮤니티이다. 의도적 공동체의 구성원은 일반적으로 공통된 사회적, 정치적, 종교적 또는 영적 비전을 보유하고 있으며 일반적으로 책임과 재산을 공유한다. 이러한 삶의 방식은 때때로 "대안적 생활 방식"으로 특징지어진다. 의도적인 공동체는 사회적 실험이나 공동체적 실험으로 볼 수 있다. 다수의 의도적 공동체에는 집단 가구, 공동 주택 공동체, 공동 생활, 생태 마을, 수도원, 생존을 위한 휴양지, 키부츠, 후터파, 아슈람 및 주택 협동조합이 포함된다.

## 같이 보기
- 유연단체
- 아나르코공산주의
- 파리 코뮌
- 1960년대 반문화
- 에히도
- 자유 버몬트
- 대약진 운동
- 미르 (공동체)
- 후터파
- 인민공사
- 톨스토이 운동
- 정전법